# William H. Walker (Archäologe)
William H. Walker (* 1964) ist ein US-amerikanischer Archäologe. Sein Forschungsschwerpunkt liegt in der Erforschung prähistorischer Rituale und Religion Amerikas. Hierbei betrachtet er vor allem die Casas-Grandes-Kultur, welche im südlichen New Mexico, bzw. im nördlichen Chihuahua existierte.

## Leben

### Studium und akademische Lehrtätigkeit
William Walker studierte von 1982 bis 1984 an der University of the South in Sewanee, Tennessee. 1985 besuchte er die London School of Economics im Zuge eines General Course. Anschließend setzte er sein Studium mit einem Major in Anthropologie und einem Minor in Politikwissenschaft an der State University of New York at Albany fort und erhielt dort 1986 einen Bachelor of Arts. An der University of Arizona in Tucson erhielt er 1987 einen Master of Arts. 1995 promovierte Walker an der University of Arizona mit der Dissertation Ritual Prehistory: A Pueblo Case Study. Seine Dissertation war 1996 für den Dissertation Award der Society for American Archaeology nominiert.
Ab 1996 begann er an der New Mexico State University in Las Cruces zu lehren, erst von 1996 bis 2002 als Assistant Professor, dann von 2002 bis 2010 als Associate Professor und schließlich seit 2011 als Professor.
Walker ist seit 1990 Mitglied der Society for American Archaeology. Des Weiteren war er von 1999 bis 2005 Mitglied der American Anthropological Association.

### Archäologische Feldforschung
Walkers archäologische Feldforschung konzentriert sich vor allem auf den nordamerikanischen Südwesten, in kleinerem Maße auch auf den Kulturraum der südlichen Anden. Nachdem er im Sommer 1989 erstmals an Ausgrabungen im Homolovi Ruins State Park teilnahm und hierbei das Pueblo Homolovi IV untersuchte, kehrte er immer wieder in den State Park zurück. So nahm er in der ersten Hälfte der 1990er Jahre über mehrere Sommer an verschiedenen Ausgrabungen im Homolovi II, einem Pueblo aus dem 14. Jahrhundert welches bis zu 1200 Räume umfasst hatte, teil.
Des Weiteren gehörte er im Herbst 1992 dem Los Amarillos Project unter Leitung von Axel E. Nielsen von der Universidad Nacional de Jujuy an, welches Surveys und Ausgrabungen in der Schlucht Quebrada de Humahuaca im nordwestlichen Argentinien durchführte.
Im Sommer 1997 war er Direktor der Field School der New Mexico State University, welche das Jackrabbit Pueblo, eine Hopi-Siedlung aus dem 14. Jahrhundert untersuchte. In den Sommern von 1999 bis 2001 war er zusammen mit James M. Skibo einer der beiden Co-Direktoren des La Frontera Archaeological Research Program, eines auf vier Jahre angelegten Projektes zur Erforschung von Joyce Well, einem im Südwesten New Mexicos gelegenen Pueblo aus dem 14. Jahrhundert. Im Zuge des Projektes, welches auch eine Field School beinhaltete, fanden unter anderem 1999 Ausgrabungen eines mesoamerikanischen Ballspielplatzes statt, der in seiner Beschaffenheit an ähnliche Funde im mexikanischen Casas Grandes erinnerte. 2000 wurde ein großer Raum freigelegt, welcher ebenfalls Charakteristiken der Casas-Grandes-Kultur aufwies. Weitere Keramikfunde konnten die Verbindung zu der Casas-Grandes-Kultur vertiefen. Nachdem er im Sommer 2004 erneut in Joyce Well tätig geworden war, war er in den Sommern 2006 und 2007 Direktor der Field School bei den Kipp Ruins, einer archäologischen Fundstelle am Lower Mimbres River in Luna County, New Mexico. Auch diese Ausgrabungen befassten sich mit Verbindungen zur Casas-Grandes-Kultur. In den Sommern 2010 und 2011 war er erneut Direktor einer Field School bei den Kipp Ruins. Hauptaugenmerk dieser Feldforschungen lagen diesmal auf Zeugnissen der frühen Pithouse-Periode (Mogollon I, 300 n. Chr. bis 650 n. Chr.) der Mogollon-Kultur. Dies stellte einen der ältesten Grubenhausfunde der Mimbres-Mogollon dar.

## Veröffentlichungen (Auswahl)
- mit James M. Skibo, Axel E. Nielsen: Expanding Archaeology. (1995, University of Utah Press, Salt Lake City)
- Homol’ovi: A Western Cross-roads. (1996, Winslow Archaeological and Historical Society, Winslow, Arizona)
- mit James M. Skibo, Eugene B. McCluney (Hrsg.): The Joyce Well Site: On the Frontier of the Casas Grandes World. (2002, University of Utah Press, Salt Lake City)
- mit Linda A. Brown (Hrsg.): Archaeology, Animism, and Nonhuman Agents Special Guest Editor Edition. (2002, Journal of Archaeological Method and Theory Volume 15 No. 4.)
- mit Barbara J. Mills: Memory Work: Archaeologies of Material Practices. (2008, School of American Research Press, Santa Fe)
- mit Axel E. Nielsen: Warfare in Cultural Context. (2009, University Of Arizona Press, Tucson)
- mit Kathryn Venzor: Contemporary Archaeologies of the American Southwest. (2011, University Presses of Colorado, Boulder)
- mit James M. Skibo (Hrsg.): Explorations in Behavioral Archaeology. (2015, University of Utah Press, Salt Lake City)